# Patrón del vicio
Patrón del vicio es el cuarto álbum de estudio del grupo de hip hop chileno Tiro de Gracia, lanzado el año 2003. El grupo continuaría con el dúo Juan Sativo y Lenwa Dura al igual que en su álbum anterior.
Contó con la producción de Gastón Gabarro, ' y uno de los primeros asesores de Tiro de Gracia en su periodo independiente. El disco demostró la continua evolución musical de la banda con su primer sencillo, Tag TDG, y su consolidación en la industria local teniendo gran éxito en las listas musicales, tanto como sus anteriores trabajos.

## Lista de canciones
1. Patrón del Vicio
2. Declaración de Principios
3. Buena Mierda
4. Evolucionar
5. Lock Down
6. Mujer
7. Pistola Lírica
8. El Pene & La Vagina
9. Necrociudad
10. El Hambre (El 1er Jinete)
11. Tag TDG
12. Nueva Veta

- Datos: Q6067010